# Bakersfield Condors (1998–2015)
Bakersfield Condors byl profesionální americký klub ledního hokeje, který sídlil v kalifornském městě Bakersfield. V letech 2003–2015 působil v profesionální soutěži East Coast Hockey League. Před vstupem do ECHL působil ve West Coast Hockey League. Condors ve své poslední sezóně v ECHL skončily v základní části. Své domácí zápasy odehrával v hale Rabobank Arena s kapacitou 8 751 diváků. Klubové barvy byly černá, kaštanově hnědá, stříbrná a bílá.
Zanikl v roce 2015 přestěhováním do Norfolku, kde byl založen tým Norfolk Admirals.

## Historické názvy
Zdroj: 
- 1995 – Bakersfield Fog
- 1998 – Bakersfield Condors

## Přehled ligové účasti
Zdroj: 
- 1995–1997: West Coast Hockey League
- 1997–2002: West Coast Hockey League (Jižní divize)
- 2002–2003: West Coast Hockey League
- 2003–2004: East Coast Hockey League (Pacifická divize)
- 2004–2005: East Coast Hockey League (Západní divize)
- 2005–2015: East Coast Hockey League (Pacifická divize)